# Titularerzbistum Paltus
Paltus (ital.: Palto) ist ein Titularerzbistum der römisch-katholischen Kirche.
Es geht zurück auf einen untergegangenen Erzbischofssitz in der antiken Stadt Paltos, die in der römischen Provinz Syria bzw. Syria Coele lag. 
| Titularbischöfe von Paltus |                                 |                                                                          |                   |                 |
| Nr.                        | Name                            | Amt                                                                      | von               | bis             |
| 1                          | Ephrem Giesen OFM               | Apostolischer Vikar von Nord-Shandong (Kaiserreich China/Republik China) | 18. Juli 1902     | 6. August 1919  |
| 2                          | Próspero M. Gustavo Bernardi SM | Prälat von São Peregrino Laziosi no Alto Acre e Alto Purus (Brasilien)   | 15. Dezember 1919 | 1. Februar 1944 |
| 3                          | James Francis Aloysius McIntyre | Koadjutorerzbischof von New York (USA)                                   | 20. Juli 1946     | 7. Februar 1948 |
| 4                          | Maximilien de Fürstenberg       | Apostolischer Delegat, Apostolischer Internuntius, Apostolischer Nuntius | 8. März 1949      | 26. Juni 1967   |